# Monterosso (caballo)
Monterosso es un caballo nacido en Reino Unido, criado por la Darley Stud Management Co Ltd, propiedad de la Godolphin Racing y preparado por Mahmood Al Zarooni.

Algunos de sus triunfos más importantes han sido: